# قتل واجب
قتل واجب (انگلیسی: Essential Killing) فیلمی به کارگردانی یژی اسکولیموفسکی محصول سال ۲۰۱۰ است. از بازیگران آن می‌توان به وینسنت گالو، امانوئل سنیه، استیگ فروده هنریکسن، نیکلای کِـلِـوْ بروک و دیوید پرایس اشاره کرد.